# Michael Popp (Musiker)

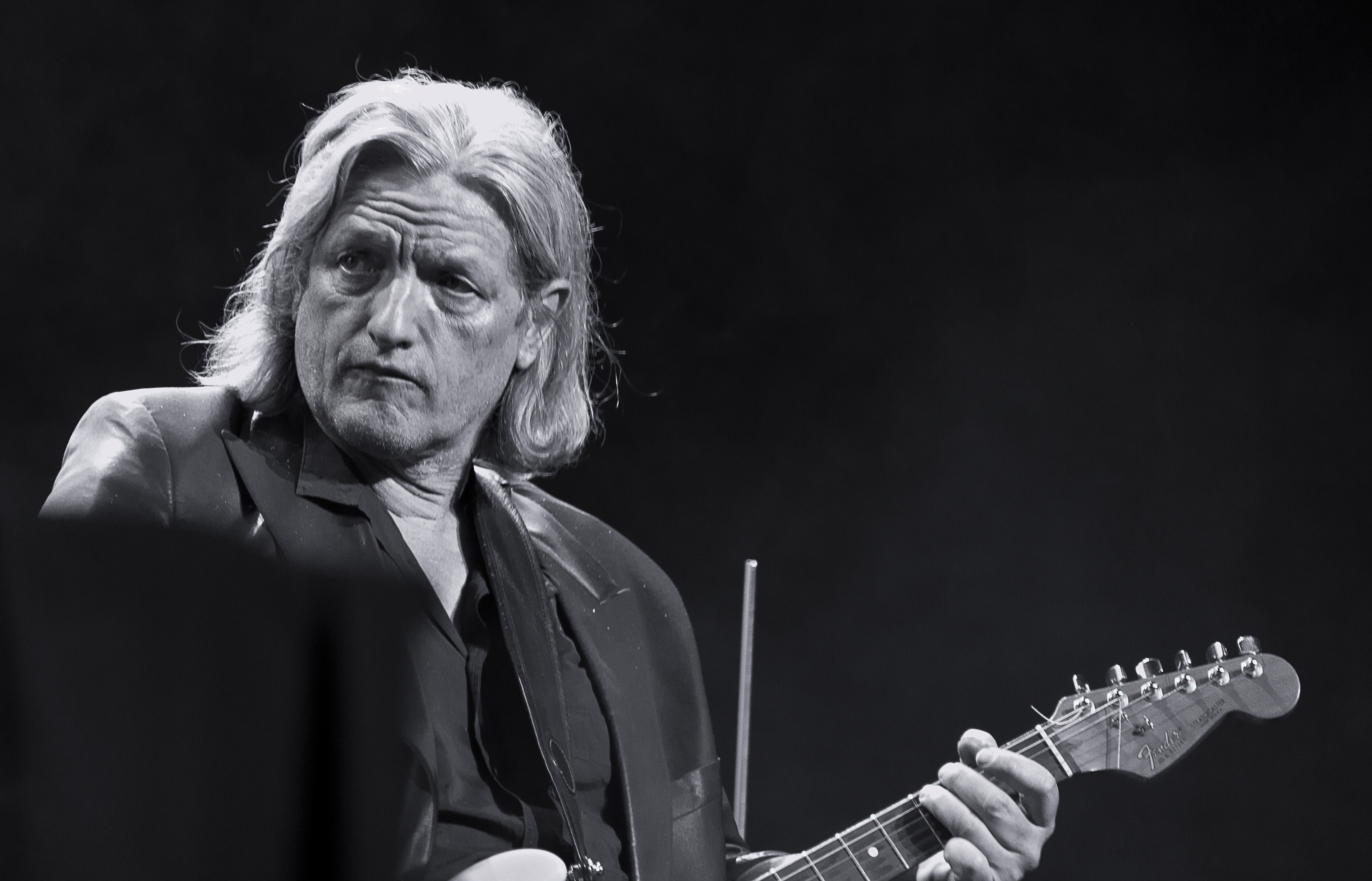
Michael Popp bei einem Auftritt auf dem WGT 2015

Michael Popp ist ein deutscher Musiker und Komponist. Er ist in verschiedenen Bandformationen als Spezialist für mittelalterliche Musikinstrumente (Oud, Fidel, Saz, Tambour, Schalmei und andere) bekannt.

## Leben
Michael Popp erhielt seine erste musikalische Ausbildung als Mitglied der Regensburger Domspatzen und studierte dann am Mozarteum in Salzburg.
Als Theatermusiker komponierte er für verschiedene Häuser Bühnenwerke wie Die Ahnfrau, Queentett und Richard III., und zeichnete für die musikalische Konzeption der szenischen Aufführung von Ordo Virtutum (Hildegard von Bingen) verantwortlich. Ferner wirkte er als Bühnenmusiker bei Produktionen von Minne, Minne, Minne (Marstalltheater/Bayerisches Staatsschauspiel), Parzifal (Od-Theater, Basel), Shakespeares Titus Andronicus (Wiener Burgtheater) und Der Glöckner von Notre Dame (Residenztheater München) mit.
1985 gründete er gemeinsam mit Sigrid Hausen und Ernst Schwindl das Ensemble Estampie. 1991 gründete er zusammen mit Ernst Horn die Mittelalter-Band Qntal und spielte zugleich bei Horns Dark-Wave-Band Deine Lakaien als Live-Musiker. 2001 stieg Popp bei Deine Lakaien aus und führte Qntal zusammen mit Sigrid Hausen und dem neuen Bandmitglied Fil Groth weiter. Qntal hat bisher neun CDs veröffentlicht
Ab 2000 beschäftigte sich Popp immer mehr mit der Verbindung von Mittelaltermusik und verschiedenen traditionellen Musikstilen. Das führte zu dem 2006 im Rahmen des Masala-Festivals in Hannover uraufgeführten Marco Polo Project mit mongolischen, persischen und indischen Musikern, von dem auch eine Live-DVD produziert wurde.
Kurz darauf gründete Popp das Al Andaluz Project als Kooperation zwischen Estampie und den beiden spanischen Gruppen L’Ham de Foc und Aman, Aman. Diese Formation hat eine Live- und drei Studio-CDs eingespielt. 2012 erhielt sie in Rudolstadt den deutschen Weltmusikpreis RUTH. 2017 wurde sie aufgelöst.
Estampie nahm 2015 eine CD mit Elementen traditioneller skandinavischer Musik auf.
2009 entdeckte Popp ein neues Betätigungsfeld. Er kam zufällig auf das Werk der frühesten Komponistin, Kassia, deren Hymnen und Gesänge aus dem 9. Jahrhundert er mit dem neu gegründeten Ensemble VocaMe einspielte. Eine CD mit Werken Hildegards von Bingen mit demselben Ensemble folgte 2012 und ein Album mit Liedern von Christine de Pizan im Jahre 2015. In der Folge erschien die vierte Veröffentlichung des Ensembles unter dem Titel Cathedrals.
Im Jahre 2023 produzierte Popp das Werk Hear the voice of the bard, das im Rahmen des belgischen Lunalia-Festivals in Mechelen uraufgeführt wurde. Das Musik(tanz)theaterstück ist von der indischen Saga Mahabharata inspiriert und wurde mit Musikern aus Indien und der Mongolei, traditionell-indischem Tanz und modern dance realisiert.
Seitdem arbeiten die beiden Ensembles Estampie und VocaMe gemeinsam mit der türkischen Sufi-Gruppe Zakaran an zwei CDs über die brabantische Mystikerin Hadewijch. Diese beiden Werke werden im Jahre 2025 veröffentlicht werden.